# Copa Interclubes de la Uncaf U17
La Copa Interclubes de la Uncaf es una competición regional juvenil anual de fútbol de clubes organizada por UNCAF. La primera edición de la Copa Interclubes U-17 se llevó a cabo en Costa Rica, en una sola sede en la ciudad de Alajuela en el 2018. Para la edición del 2019 se asignó a Honduras. Como parte de las nuevas iniciativas de la Unión Centroamericana de Fútbol (UNCAF), se realiza el primer de la confederación centroamericana.

## Formato de torneo
Siete equipos de club de América Central están divididas en dos grupos de tres y cuatro integrantes. El torneo sigue una formato de todos contra todos, en donde los primeros 2 clasificados de cada grupo avanzan a la siguiente fase. Los ganadores clasifican a las semifinales, se juega un partido por el tercer lugar entre los derrotados en semifinales, mientras que los vencedores se enfrentan en la final a partido único.

## Historial
| Copa Interclubes de la Uncaf U-17 | Copa Interclubes de la Uncaf U-17 | Copa Interclubes de la Uncaf U-17 | Copa Interclubes de la Uncaf U-17 | Copa Interclubes de la Uncaf U-17 | Copa Interclubes de la Uncaf U-17 | Copa Interclubes de la Uncaf U-17 | Copa Interclubes de la Uncaf U-17               | Copa Interclubes de la Uncaf U-17    |
| Temporada                         | Campeón                           | Resultado                         | Subcampeón                        | Tercer lugar                      | Tercer lugar                      | Tercer lugar                      | Sede Final                                      | Goleador                             |
| --------------------------------- | --------------------------------- | --------------------------------- | --------------------------------- | --------------------------------- | --------------------------------- | --------------------------------- | ----------------------------------------------- | ------------------------------------ |
| 2018                              | L. D. Alajuelense Costa Rica      | 1-1 (4-3 pen.)                    | C. D. Honduras Honduras           | C. D. Honduras Honduras           | C. D. Águila El Salvador          | Comunicaciones F. C. Guatemala    | Costa Rica · Estadio Rafael Bolaños, Alajuela   | Paulo Rodríguez L. D Alajuelense (5) |
| 2019                              | C. S. D. Municipal Guatemala      | 1-0                               | Real Estelí F. C. Nicaragua ·     | Real Estelí F. C. Nicaragua ·     | Piratas F. C. Honduras            | Sporting San Miguelito Panamá     | Honduras Estadio Emilio Williams, Choluteca     | Sin datos - (-)                      |
| 2020                              | Cancelado por Covid-19            | Cancelado por Covid-19            | Cancelado por Covid-19            | Cancelado por Covid-19            | Cancelado por Covid-19            | Cancelado por Covid-19            | Belice                                          |                                      |
| 2022                              | Plaza Amador Panamá               | 3-0                               | Academia AFFI Honduras            | Academia AFFI Honduras            | L. D. Alajuelense Costa Rica      | Real Estelí F. C. Nicaragua       | Nicaragua · Estadio Nacional de Fútbol, Managua | Sin datos - (-)                      |
| 2023                              | L. D. Alajuelense Costa Rica      | -                                 | Sporting San Miguelito Panamá     | Sporting San Miguelito Panamá     | Real Estelí F. C. Nicaragua       | Real Estelí F. C. Nicaragua       | Nicaragua · Estadio Nacional de Fútbol, Managua | Sin datos - (-)                      |
| 2024                              | Plaza Amador Panamá               | 3-0                               | Comunicaciones F. C. Guatemala    | Comunicaciones F. C. Guatemala    | L. D. Alajuelense Costa Rica      | Real Estelí F. C. Nicaragua       | Panamá · Yappy Park, Panamá                     | Sin datos - (-)                      |
| 2025                              |                                   | -                                 |                                   |                                   |                                   |                                   | El Salvador · San Salvador, El Salvador         | Sin datos - (-)                      |

## Títulos por equipo
| Títulos              | Títulos | Títulos    | Títulos      | Títulos         |
| Club                 | Títulos | Subtítulos | Años campeón | Años subcampeón |
| -------------------- | ------- | ---------- | ------------ | --------------- |
| Alajuelense          | 2       | 0          | 2018, 2023   | -               |
| Plaza Amador         | 2       | 0          | 2022, 2024   | -               |
| Municipal            | 1       | 0          | 2019         | -               |
| Real Estelí          | 0       | 1          | -            | 2019            |
| San Miguelito        | 0       | 1          | -            | 2023            |
| Academia AFFI        | 0       | 1          | -            | 2022            |
| Comunicaciones F. C. | 0       | 1          | -            | 2024            |
| C. D. Honduras       | 0       | 1          | -            | 2018            |

## Títulos por país
| Costa Rica | 2 | 0 |
| Panamá     | 2 | 1 |
| Guatemala  | 1 | 1 |
| Honduras   | 0 | 2 |
| Nicaragua  | 0 | 1 |